# فستالية كئيبة
فستالية كئيبة (الاسم العلمي: Vestalis luctuosa) هي نوع من الحشرات يتبع جنس الفستالية من الفصيلة الرعاشية.